# Municipio de Hendricks (Kansas)
El municipio de Hendricks (en inglés: Hendricks Township) es un municipio ubicado en el condado de Chautauqua en el estado estadounidense de Kansas. En el año 2010 tenía una población de 143 habitantes y una densidad poblacional de 1 personas por km².

## Geografía
El municipio de Hendricks se encuentra ubicado en las coordenadas 37°1′50″N 96°17′35″O / 37.03056, -96.29306. Según la Oficina del Censo de los Estados Unidos, el municipio tiene una superficie total de 142.44 km², de la cual 141,57 km² corresponden a tierra firme y (0,61 %) 0,87 km² es agua.

## Demografía
Según el censo de 2010, había 143 personas residiendo en el municipio de Hendricks. La densidad de población era de 1 hab./km². De los 143 habitantes, el municipio de Hendricks estaba compuesto por el 88,11 % blancos, el 0,7 % eran afroamericanos, el 4,9 % eran amerindios y el 6,29 % eran de una mezcla de razas. Del total de la población el 0,7 % eran hispanos o latinos de cualquier raza.